# جوستين سوندرز
جوستين سوندرز (بالإنجليزية: Justine Saunders)‏ هي ممثلة أسترالية، ولدت في 20 فبراير 1953 بكويلبي في أستراليا، وتوفيت في 15 أبريل 2007 بسيدني في أستراليا بسبب سرطان.

## وصلات خارجية
- جوستين سوندرز على موقع IMDb (الإنجليزية)
- جوستين سوندرز على موقع ألو سيني (الفرنسية)
- جوستين سوندرز على موقع أول موفي (الإنجليزية)
- جوستين سوندرز على موقع قاعدة بيانات الفيلم (الإنجليزية)
- جوستين سوندرز على موقع كينوبويسك (الروسية)